# Benshausen

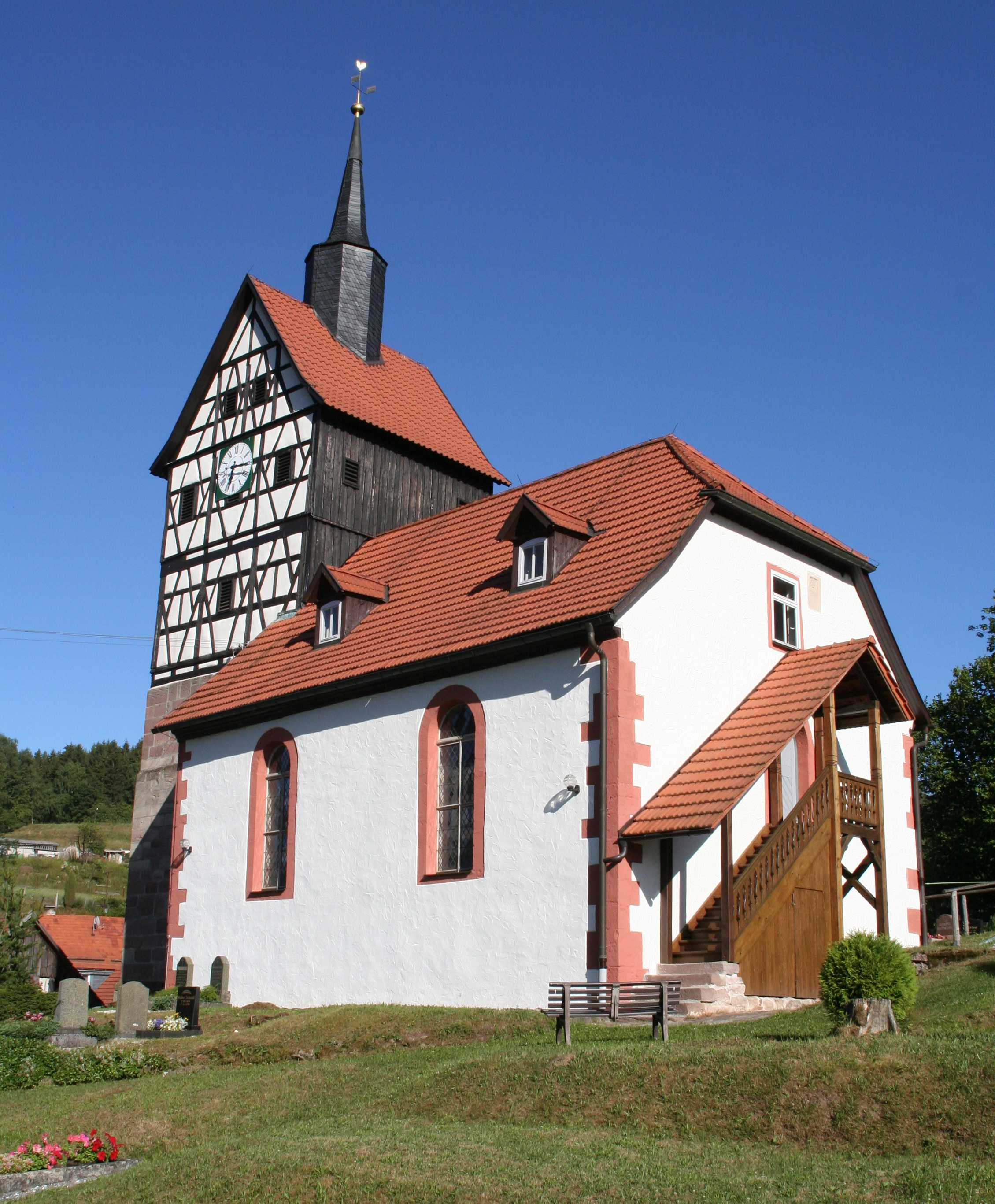
Ev. Kirche OT Ebertshausen

Benshausen ist ein Ortsteil von Zella-Mehlis im Landkreis Schmalkalden-Meiningen in Thüringen.

## Geografie
Der Ortsteil liegt in einem Talkessel. Das Tal, in dem sich der Ort hauptsächlich erstreckt, wird durch die aus Zella-Mehlis kommende Lichtenau durchflossen. Am südlichen Ortsrand kommt aus dem Kröhlisgrund ein kleiner Bach, der in die Lichtenau mündet.
Im Nordosten erhebt sich allmählich ansteigend der Thüringer Wald mit dem 868 m hohen Ruppberg. Im Nordwesten von Benshausen liegt ein Bergrücken, der sich am Paßberg bis auf 530 m erhebt. Im Südosten zwischen Benshausen und Suhl befindet sich ein größeres Waldgebiet, das sich bis zum 751 m hohen Schwarzen Kopf erhebt.

### Nachbarorte
Im Norden Steinbach-Hallenberg, im Südosten die Stadt Suhl mit dem Ortsteil Albrechts, im Westen Viernau und Südwesten Schwarza.

## Geschichte
Benshausen wurde 1274 erstmals urkundlich erwähnt. Der heutige Ortsteil Ebertshausen wurde bereits im Jahr 838 erwähnt, sodass man davon ausgehen kann, dass beide Orte um 800 durch fränkische Siedler gegründet wurden. Schon im 11. Jahrhundert saß in Benshausen ein Zentgericht, dessen Einzugsgebiet später bis Zella-Mehlis und Suhl reichte; 1680 wurde es aufgelöst. Nach dem Ausbau der Handelsstraße wurden Vorspanndienste für die nach Oberhof fahrenden Wagen geleistet. Im 15. Jahrhundert erlangte Benshausen durch seinen Weinhandel einen hohen Bekanntheitsgrad und Wohlstand. Es wurden Weine hauptsächlich von Rhein, Main und Mosel aufgekauft, ausgereift und weiterverkauft.
Benshausen war 1579–1674 von Hexenverfolgungen betroffen. 40 Frauen und fünf Männer gerieten in Hexenprozesse, 25 Frauen und drei Männer wurden verbrannt, zwei Frauen starben im Kerker. Die letzte Hinrichtung fand 1621 statt. Auch im Ortsteil Ebertshausen fanden Hexenverfolgungen statt.
Zur Beförderung des als Flecken bezeichneten Ortes genehmigte Kurfürst Johann Georg I. von Sachsen 1621 die Abhaltung zweier Jahrmärkte und gestattete 1654 zusätzlich noch einen dritten Jahrmarkt. Trotz dieser Verleihung der Marktrechte entwickelte sich Benshausen nicht zu einer Stadt.
In der Zeit des Nationalsozialismus wurden auch Bürger des Ortes aus politischen und rassistischen Gründen verfolgt. Zu ihnen gehörte der Bürgermeister und KPD-Kreistagsabgeordnete Otto Keiner, der 1944 im KZ Buchenwald ums Leben kam. Der Gastwirt Fritz Keiner gehörte zwar dem „Stahlhelm“ an, wurde aber wegen „Wehrkraftzersetzung“ 1944 in Suhl von einem Sondergericht zum Tode verurteilt und am selben Tag in einem Steinbruch bei Suhl erschossen. An beide (nicht verwandten) Männer erinnert ein Gedenkstein in der Parkanlage neben der Schule von Benshausen. Nach Otto Keiner ist außerdem eine Straße benannt. Während des Zweiten Weltkrieges mussten 380 Kriegsgefangene sowie Frauen und Männer aus den von Deutschland besetzten Ländern Zwangsarbeit verrichten: in verschiedenen  Metallbetrieben und in der Landwirtschaft. Ein Grabdenkmal auf der Grabstätte eines sowjetischen Mädchens ist das einzige Erinnerungszeichen an mindestens sechs Opfer von Zwangsarbeit.
Am 8. März 1994 wurde die Gemeinde Ebertshausen, die bereits nach dem Dreißigjährigen Krieg nach Benshausen eingepfarrt war, eingemeindet. Am 1. Januar 2019 wurde Benshausen schließlich in die Stadt Zella-Mehlis eingemeindet.

### Einwohnerentwicklung
Entwicklung der Einwohnerzahl (31. Dezember), mit Ortsteil Ebertshausen:
| - 1994: 2.669 - 1995: 2.683 - 1996: 2.692 - 1997: 2.710 - 1998: 2.725 - 1999: 2.714 - 2000: 2.721 | - 2001: 2.755 - 2002: 2.721 - 2003: 2.729 - 2004: 2.700 - 2005: 2.670 - 2006: 2.618 - 2007: 2.554 | - 2008: 2.557 - 2009: 2.551 - 2010: 2.505 - 2011: 2.461 - 2012: 2.409 - 2013: 2.381 - 2014: 2.383 | - 2015: 2.405 - 2016: 2.352 - 2017: 2.333 - 2018: 2.326 |

Datenquelle: Thüringer Landesamt für Statistik

## Politik

### Gemeinderat
Die Kommunalwahl am 25. Mai 2014 mit einer Wahlbeteiligung von 53,5 % führte zu folgender Verteilung der Stimmen und der 14 Sitze im Gemeinderat:
| Partei / Liste                      | Stimmenanteil | Sitze |
| Freie Wählergemeinschaft (FWG)      | 37,4 %        | 5     |
| Verantwortung für Benshausen (VfB)  | 30,3 %        | 4     |
| Initiative Zukunft Benshausen (IZB) | 18,6 %        | 3     |
| Die Linke                           | 13,7 %        | 2     |

### Bürgermeister
Letzter Bürgermeister der Gemeinde Benshausen war Matthias Kohl. Er setzte sich in der Stichwahl am 29. April 2018 mit 676 Stimmen (54,5 %) gegen Thomas Keil (45,5 %, 565 Stimmen) durch. Sein Vorgänger war Ronald Hande, der am 2. November 2014 bei einer notwendig gewordenen Neuwahl mit 75,4 % (509 Stimmen) gewählt. Er trat für Die Linke an und es gab keinen Gegenkandidaten.

### Wappen
* Wappen Benshausen: In Rot drei hellgrün bedachte Türme. Die Bedachung des linken Turmes läuft spitz aus. Der mittlere höchste Turm ist als Torturm mit blauer Öffnung dargestellt und trägt auf seiner Spitze einen goldenen Wetterhahn. Der rechte Turm trägt eine Kugel mit einem Stern. Vor der Toröffnung ist eine schwarze schreitende Henne abgebildet. Das Wappen enthält die Beschriftung „Benshausen“.
* Wappen Ebertshausen: Im Feld 1 eine schwarze Henne mit rotem Kamm die auf dem höchsten von drei grünen Bergen vor goldenem Hintergrund steht; verweist auf die frühere Zugehörigkeit zum Henneberger Land. Im Feld 2 ein grünes Herz vor silbernem Hintergrund; Ebertshausen liegt in Thüringen, dem grünen Herz Deutschlands. Im Feld 3 der fränkische Rechen, welcher in rot (oben) und silber (unten) gehalten ist; dokumentiert die geschichtliche Verbundenheit und Zugehörigkeit zu Franken, welches sich in unserem hennebergischen Dialekt, einer Unterart der 
Ostfränkischen Dialekte widerspiegelt.

### Partnerschaft
Eine Partnerschaft besteht seit dem 28. Dezember 1990 mit der Stadt Marktbreit in Bayern.

## Kultur und Sehenswürdigkeiten

### Museen
- Im Benshäuser Heimatmuseum werden Gebrauchsgegenstände der vergangenen Jahrhunderte gezeigt.
- Im Lapp-Museum befindet sich eine Ausstellung zum Kleingewerbe und der Landwirtschaft früherer Zeiten.

### Musik
- Der Verein Tanzhaus Benshausen beschäftigt sich mit Thüringer Volkstänzen und bietet diese dar.
- Musikverein Benshausen e. V., Gründung 1924

### Bauwerke
- Die Kirche im Ortsteil Ebertshausen ist eine der ältesten im Kreis Henneberger Land.
- Die Kirche auf dem Marktplatz von Benshausen wurde 1423 erbaut, die jetzige Thomaskirche stammt von 1791, wobei man den Unterbau des alten Kirchturms beibehielt.

### Sport
- Im TSV 1883 Benshausen e. V. gibt es folgende Abteilungen: Fußball, Turnen, Judo, Schach, Volleyball, Wintersport und Kegeln.
- Schützenverein Ebertshausen e. V., mit eigenem Vereinshaus und Luftdruckschießstand in Ebertshausen, vertreten seit August 1989.
- Schützenverein SC Tell 1907 e. V., Vereinsheim mit Luftdruckschießstand im Obergeschoss des Schulspeisungsgebäudes
- TSV Ebertshausen e. V., mit der Abteilung Tischtennis.

### Vereine
- Turn- und Sportverein 1883 Benshausen e. V.
- Karneval-Verein-Benshausen e. V.

Dieser wurde bereits 1953 vom ortsansässigen Musikverein gegründet, jedoch noch unter dem Namen Karnevals-Gesellschaft-Benshausen. Erster
Präsident wird der gebürtige Kölner Franz Wasserfuhr. Allerdings löst sich der Verein bereits 1960 wieder auf. 1971 gründet Horst Jung, der
später Präsident wird, zusammen mit zehn weiteren Benshäusern den Karneval-Verein-Benshausen (KVB). 1978 gründet sich der Seniorenelferrat und
seit 1980 ist der Rentnerkarneval ein fester Bestandteil des närrischen Treibens in Benshausen. Seit 1992 ist der Verein als eigenständiger
Verein im Vereinsregister eingetragen. Bis heute sind neben dem Renterkarneval, der Galaabend, der Kinderkarneval, der Umzug durch die Straßen
Benshausens und der Rosenmontagsball wichtige Veranstaltungen der fünften Jahreszeit. Seit 2015 wird außerdem der Showtanzabend veranstaltet,
der anstelle des Lumpenballes stattfindet. Neben den Tanzbeiträgen der Garden sowie des Männer- und des Hausfrauenballetts des KVB treten auch
Gruppen befreundeter Vereine auf. Geprägt sind die närrischen Veranstaltungen von Büttenreden, Narhalla, Tänzen, bunten Kostümen,
Schunkelrunden und dem Tanz des Prinzenpaares zum traditionellen Sandhasenwalzer. Der Schlachtruf des Karneval-Verein-Benshausen lautet
„Sandhas Noo!“.
Traditionell wird das jährlich neu proklamierte Prinzenpaar von der Prinzengarde und seit 2020 auch von der neu gegründeten Junioren-Prinzengarde „beschützt“. Auch der Elferrat, der Präsident, die Moderatoren, die Trainer, die Programmmitwirkenden und die
Programmverantwortlichen sind entscheidend für eine gelungene Karnevalssession. Zu den Tanzgruppen des KVB zählen die Tanzmäuse, die kleine
und große Nachwuchsgarde, die Funkengarde, das Funkenmariechen bzw. das Tanzpaar sowie das Hausfrauen- und das Männerballett.
- Kirmesgesellschaft Benshausen e. V.
- Feuerwehrverein Benshausen e. V.
- Musikverein Benshausen e. V.
- Hundesportverein Benshausen e. V.

## Wirtschaft und Infrastruktur

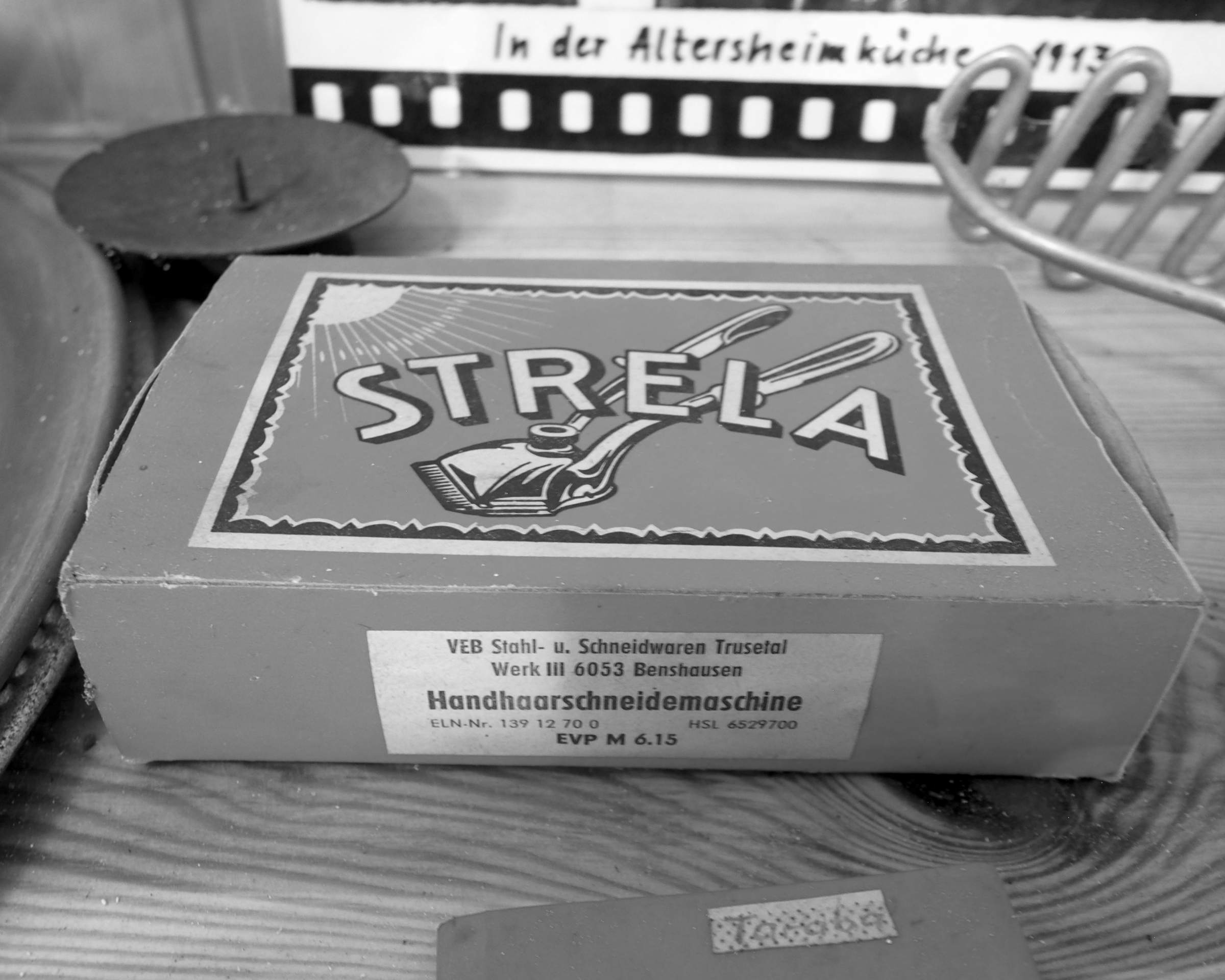
Haarschneidemaschine auf Benshausener Herstellung

### Verkehr
Benshausen liegt an der Bundesstraße 62, die von der Autobahnanschlussstelle Suhl/Zella-Mehlis der Bundesautobahn 71 kommend durch die Stadt Zella-Mehlis bis zum Kreisverkehr am nordöstlichen Ortseingang führt. Von dort zweigt über den Sattel des Keßlers Rain die Landesstraße 1118 nach Viernau, Steinbach-Hallenberg und Schmalkalden ab. Diese Straße wird zur B 62 hochgestuft. Durch den ganzen Ort verläuft weiter als ehemalige Bundesstraße 280 die Kreisstraße 580, die in westlicher Richtung über Schwarza bis zur Kreisstadt Meiningen führt. Weiter südlich zweigt eine kleine Straße über den Aschenhof nach Suhl-Albrechts ab, die von vielen als Alternative zur B 62 nach Zella-Mehlis und Suhl genutzt wird.
Mit einem nördlich des Ortes liegenden Haltepunkt ist Benshausen an die Bahnstrecke Zella-Mehlis–Wernshausen (Kursbuchstrecke 573) angeschlossen, die von der Süd-Thüringen-Bahn mit Triebwagen befahren wird.

### Wasserver- und Abwasserentsorgung
Die Gemeinde Benshausen war Mitglied im Zweckverband Wasser und Abwasser Suhl "Mittlerer Rennsteig". Nach dem Beitritt zu Stadt Zella-Mehlis wird das Gebiet der ehemaligen Gemeinde Benshausen weiter durch diesen Zweckverband ver- und entsorgt.

## Persönlichkeiten

### Söhne und Töchter der Gemeinde
- Johann Daniel Elster (1796–1857), Musikprofessor, Förderer des Chorgesangs in Deutschland und der Schweiz
- Fritz Keiner (1895–1944), Opfer des Nationalsozialismus
- Wolfgang Kleinsteuber (1944–2012), Maler und Bildhauer
- Oskar Lapp (1921–1987), Unternehmer
- Erna Wallisch (1922–2008), Aufseherin in den KZ Ravensbrück und Majdanek
- Ursula Ida Lapp (1930–2021), Unternehmerin
- Martin Lotz (* 1938), Leichtathlet und Olympiateilnehmer
- Jörg Schwäblein (* 1952), CDU-Politiker

### Personen mit Bezug zum Ort
- Tino Mohaupt (* 1983), Sportschütze, Junioren-Europameister 2000